# جو كيدو
جو كيدو (باليابانية: 城戸 丈، بالروماجي: Kido Jō) المعروف في الدبلجة العربية بـزيّن، هو شخصية خياليّة في مسلسل الانمي والمانغا الشهير ديجيمون والمعروف باللغة العربية بأبطال الديجيتال، وُلِد في 8 يوليو عام 1987، جو فتى ياباني ويعتبر الأكبر عمراً من بين أبطال الديجيتال في جميع الأجزاء وِفقَ تواريخ الميلاد، كان أحد الشخصيات الرئيسية في السلسلة الأولى وسلسلة الأفلام ديجيمون أدفنتشر تراي وأحد الشخصيات الثانوية في السلسلة الثانية.

## حياته
وُلِد جو في الثامن من يوليو عام 1987 في حيّ هيكاريغاوكا مدينة نيريما في العاصمة اليابانية طوكيو لعائلة مُتخصصة في الطب والصيدلة، فشقيقاه اللذان يكبرانه هم أطباء الذين استلهموا حب هذه المهنة من والدهم، بعد الأحداث التي حصلت في عام 1995، انتقل جو للسكن في أودايبا، درس الابتدائية في إحدى مدارس طوكيو، ثم درس المتوسطة والثانوية في أودايبا، ثم نجح في دخول كلية الطب، في عام 2005، ثم أصبح جو طبيباً بعد تخرجه من الكليّة، كما أصبح أول طبيب خاص للعالم الرقمي، ارتبط جو بعلاقة عاطفية مع فتاة في العام 2005،

## صفاته ومظهره
جو دائماً ما يهتم بمظهره من ناحية اللباس، هو طويل ونحيل للغاية، وبشرته بيضاء، ولديه عيون زرقاء وشعرٌ أزرق ويرتدي نظارة، في الجزء الأول كان جو ذو شعرٍ قصير عندما كان في الثاني عشر من عمره، بينما في الجزء الثاني يظهر جو بشعر طويل.
يعتبر جو من المجدين دائماً في دراسته، في الجزء الأول كان جو ذو شخصية مهزوزة وغير مستقرة، وكان إلى حد ما جباناً رغم أنه كان أكبرهم سنا، وكان أكثر الأولاد خوفاً من المخاطر، وحرصاً على سلامة الآخرين، ورُغم ذلك يُعد جو أكثر الأولاد حكمةً وصبراً ويندر ما يتشاجر مع الآخرين، ضحى بنفسه أكثر من ثلاث مرات في الجزء الأول من أجل سلامة البقية، ويعد جو أكثر الأولاد اخلاصاً وصدقاً. في الجزء الثاني تتغير شخصيته فيصبح أكثر هدوء وثقةً بنفسه، عوضاً عن أنه أصبح من الأوائل في دراسته.

## التسلسل الزمني للأحداث

### فيلم: ديجيمون أدفنتشر (1995)

جو وهو يُشاهد المعركة.

في عام 1995 كان جو يُشاهد المعركة الذي حصلت بين قريمون وباروتومون (صنديد والطائر) على شُرفة منزله، في حين كان في ذلك الوقت يتحدث بالهاتف إلى شقيقه الأكبر شو الذي كان في منزل أحد أصدقائه، ومن ثُمّ انتقلت عائلة جو للعيش في أودايبا.

### مُسلسل: أبطال الديجيتال الجُزء الأول (1999)
في ظهيرة يوم 1 أغسطس عام 1999 كان جو مع الأولاد في المُخيّم الصيفي في النشاط الذي أقامته مدرسة أودايبا الابتدائية، امتص التيار الغريب جو مع بقيّة الأولاد إلى العالم الرقميّ، كان جو خائفاً ومذعوراً جداً في البداية على الرغم من أنه أكبرهم سناً، تعرف جو بعد ذلك على مٌرافقه قومامون (بحر)، وتعرف على هدف مجيئه إلى العالم الرقميّ رفقة الأولاد المُتبقين، في بداية الأمر، كان جو يحمل على عاتقه مسؤولية حماية الأولاد، لكونه الأكبر سناً، وفي مرحلة مواجهة ديفيمون (الخفاش) تسلق الجبل وحده مع مُرافقه من أجل فك لغز العالم الذي هُم فيه، وواجه أحد المُخلوقات المُنومة بالمُسنن الأسود، واستطاع بفضل تضحيّته من تحريره، والقضاء على ديفيمون (الخفاش) فيما بعد.
ثم انتقل مع الأولاد إلى قارة سيرفر بعد إرشادات جيناي (زاجل) وخاض معركة إيتيمون (قردون)، ثم انتقل لمُواجهة فامديمون (الوطواط)، وفي أثناء غياب تايتشي (أمجد) وتفرّق الأولاد صادف جو مطعماً في طريقه، لكن اكتشف بعد فوات الأوان أن المطعم لا يتعامل إلا بالدولار الأمريكي، واضطر للعمل عدة أيام، وبسبب حيلة بيكوديفيمون (زقزوق) تمدد فترة عقوبته إلى أسابيع، وبالمصادفة صادفه ياماتو (يامن) الذي اضطر للعمل معه، ومع كُل خطأ لجو تتضاعف فترة العقوبة، اعتقد ياماتو بأن هذه حيلة من جو للبقاء معه، وغضب عليه بسبب قلقه على تاكيرو (وسيم) لكن فيما بعد أثبت جو عكس ذلك بعد أن ضحى بنفسه لإنقاذ أخيه.

جو مع مُرافقه.

انتقل بعد ذلك إلى العالم الحقيقي مع بقيّة الأولاد لمُلاحقة فامديمون (الوطواط) الذي استهدف البطل الثامن، وبعد عدة معارك وأحداث ساهم مع الأولاد في القضاء على فامديمون (الوطواط) ووجد البطل الثامن، ثم عاد مرةً أخرى إلى العالم الرقميّ، وخاض معارك مع سادة الظلام، وانتصر عليهم مع البقيّة، قبل أن يواجه آخر عدو وهو أبوكاليمون (جنجل) وهو أخطر عدو والمُتسبب في صُنع قوى الشر، ليستطيع في النهاية وبمُساعدة الجميع من القضاء عليه، ويعود مرةً أخرى إلى أودايبا.

### فيلم: ديجمون أدفنتشر «لعبتنا الحربية» (2000)
في 4 مارس عام 2000 وفي الوقت الذي كان يتقاتل تايتشي (أمجد) وكوشيرو (شادي) مع الفايروس دايبرومون، كن جو يؤدي امتحانه في المدرسة، لذلك لم يقدر على استجابة طلبات أصدقائه في الانضمام معهم للقتال.

### ما بين مارس 2000 و2002
في مايو عام 2000 عاد جو مع أبطال الديجيتال إلى العالم الرقمي بطلبٍ من جيناي (زاجل)، من أجل تحرير القوة التي تحمي عالم الديجيتال لأجل إصلاح تشويه العالم الرقمي، وذلك عن طريق طاقات القلائد، ونتيجةً لذلك فإن أبطال الديجيتال فقدوا القدرة على التطوّر إلى المُستوى المثالي.
وفي نفس الشهر، يُفصح جو لشقيقه الأكبر عن مُستقبله، وأن يطمح لأن يُصبح طبيباً للمخلوقات الرقميّة.

### مُسلسل: أبطال الديجيتال الجُزء الثاني (2002)

جو عام 2002.

في أبريل 2002 يكون جو في آخر سنة من المرحلة الإعدادية، وتُصبح شخصيته أكثر إتزاناً وهدوءً، ويخوض مع الأبطال الجُدد والقدامى معارك مع عدد من الأشرار، حتى يتم في النهاية تخليص العالم الرقميّ والعالم الحقيقي منهم.

### ما بين 2002 ومارس 2003
وفي الصيف من عام 2002 يُختطف جو رفقة الأولاد من أبطال السلسلة الأولى باستثناء تاكيرو (وسيم) وهيكاري (هند) في مجالٍ غريب قبل أن يتم تحريرهم من قِبل تاكيرو وهيكاري.

### فيلم: ديجيمون أدفنتشر 2 «الإنتقام من دايبرومون» (2003)
في مارس 2003 يعود الفيروس السابق ليُهدد شبكة أودايبا الذي ظهر في مارس 2000 قبل ثلاثة سنوات، كان جو حينها مشغول في معرفة نتائج قبوله في المدرسة الثانوية، لكنه شهد في النهاية فترة القضاء على الفايروس.

### مُسلسل: ديجيمون أدفنتشر تراي (2005)

جو عام 2005.

في عام 2005 جو أصبح في الصف الثالث من الثانوية العامة، كما أصبح مُرتبطاً بعلاقة عاطفيّة مع إحدى الفتيات، لم يظهر في بداية الأمر مع الأولاد، ولكنه يظهر في النهاية حينما يتقاتل الأولاد مع ألفامون.
وفيما بعد، يشعر جو بحالة نفسيّة سيئة جداً، لاعتقاده بأنه جبان بشكل زائد، وبسبب ذلك، تتغير صفاته، فيصبح أكثر انعزالاً واكتئاباً وغضباً، مما يضطر مُرافقه غومامون (بحر) إلى تركه مؤقتاً، وفيما بعد يتقاتل الأول مع إمبيدالرامون بسيطرة الإمبراطور، وبعد عودة جو، يقوم بمُساعدة شريكه للتطور للمُستوى الخامس ويتحول إلى فيكيمون، وفي النهاية يتمكنون من هزيمته.

### 2027
في عام 2027 وبعد مرور 28 عاماً على أحداث المغامرة الأولى يُصبح جو متزوج وأباً لطفل صغير، ويُصبح أول طبيب مُختص للعالم الرقمي.

## عائلته وأقربائه
| أقرباء زين | أقرباء زين | أقرباء زين                                                                            | أقرباء زين                   | أقرباء زين |
| الاسم      | الصورة     | تعريف                                                                                 | الظهور                       |            |
| ---------- | ---------- | ------------------------------------------------------------------------------------- | ---------------------------- | ---------- |
| شو         |            | هو شقيق زين، وهو طبيب حيث بدأ دراسة الطب في عام 2000، عمل في جامعة كيوتو في عام 2002. | - الجزء الثاني               |            |
| شين        |            | هو أكبر أشقاء زين، وهو طبيب أيضاً ودرس في الطب، يعتبره زيّن مصدر إلهامه.                | - الجزء الأول - الجزء الثاني |            |
| ريستو      |            | هو والد جو وأشقائه، وهو طبيب متمرس.                                                   | - ديجيمون أدفنتشر تراي       |            |
| ميتشايو    |            | هي والدة جو وأشقائه.                                                                  | - ديجيمون أدفنتشر تراي       |            |
| لم يُذكر    |            | هو ابن زين، ولديه مُرافق رقمي مثل والده.                                               | - الجزء الثاني               |            |

## مرافقه الرقمي
- علامة (*) تعني أن هذا المخلوق ظهر في المانغا ولم يظهر في السلسلة المتلفزة أو في الأفلام.

| الاسم         | نوع التطور | المستوى       | معلومات | الصورة |
| ------------- | ---------- | ------------- | --- | ------ |
| بيتشيمون      | تكوين      | جنين          | هو مخلوق رقميّ يُشبه حيوانات العوالق البحريّة الصغيرة، ويملك أعيّن حمراء. |        |
| بوكامون       | إرتقاء     | رضيع          | هو مخلوقٌ بحري شبيه بالفقمة، ذو لون تُرابي غامق، له شعيراتٌ حمراء أعلى رأسه، له القدرة على الثبات في الهواء. |        |
| قومامون       | إرتقاء     | طفل           | هو مخلوقٌ بحري ذو لون أبيض وأرجواني، يُعاني من صعوبة المشي على الأرض لذلك دائماً ما يُفضل السباحة في البحر والأنهار، لديه مخالب حادة، ويستعين بأسماك البحر كأحد أسلحته.                                                        |        |
| إيكاكومون     | إرتقاء     | بالغ          | هو مخلوقٌ بحري ضخم مُستمد شكله من حيوان حريش البحر، لديه فراء أبيض كثيف وسميك وقرن في أعلى رأسه يُطلق من خلاله سهام ناريّة على أعدائه، ما يعيبه هو صعوبة الحركة على اليابسة.                                                   |        |
| زودومون       | إرتقاء     | مثالي         | في المستوى المثالي، تتغير بٌنيته ليكون قادراً على المشي، وتزيد قوّة عضلاته، ويصبح أقوى من الناحية الدفاعيّة لامتلاكه صدفة صلبة في ظهره، ويملك مطرقة ضخمة لها القدرة على تحطيم أصلب المعادن، إضافةً إلى أن القرن يُصبح حاداً أكثر. |        |
| فيكيمون       | إرتقاء     | أقصى          | هو مخلوق شبيه بالفايكنج، وهو وحش ضخم الهيئة وقوي البنية، وهو أحد أشكال المستوى الأقصى من تطوّر مرافق جو. |        |
| بليسيمون *    | إرتقاء     | أقصى          | هو مخلوق من التنانين البحريّة، لديه جلد أبيض سميك وزعانف بحريّة وجناح متوسط. وهو أحد أشكال المستوى الأقصى من تطوّر مرافق جو.                                                                                                  |        |
| إيجيسدرامون * | اتحاد      | أقصى (إندماج) | هو مخلوق رقميّ نتيجة اتحاد بليسيمون مع سيدرامون (Seadramon)، ويُحيطه دروعاً ذهبيّة من كل إتجاه، ويزهى شكله بالأحجار الكريمة.                                                                                                   |        |